# 25. poprawka do Konstytucji Stanów Zjednoczonych
25. poprawka do Konstytucji Stanów Zjednoczonych – poprawka ta reguluje przejęcie urzędu prezydenta w razie opróżnienia urzędu. Poprawka weszła w życie 23 lutego 1967 roku.

## Treść
Section 1. In case of the removal of the President from office or of his death or resignation, the Vice President shall become President.
Section 2. Whenever there is a vacancy in the office of the Vice President, the President shall nominate a Vice President who shall take office upon confirmation by a majority vote of both Houses of Congress.
Section 3. Whenever the President transmits to the President pro tempore of the Senate and the Speaker of the House of Representatives his written declaration that he is unable to discharge the powers and duties of his office, and until he transmits to them a written declaration to the contrary, such powers and duties shall be discharged by the Vice President as Acting President.
Section 4. Whenever the Vice President and a majority of either the principal officers of the executive departments or of such other body as Congress may by law provide, transmit to the President pro tempore of the Senate and the Speaker of the House of Representatives their written declaration that the President is unable to discharge the powers and duties of his office, the Vice President shall immediately assume the powers and duties of the office as Acting President.
Thereafter, when the President transmits to the President pro tempore of the Senate and the Speaker of the House of Representatives his written declaration that no inability exists, he shall resume the powers and duties of his office unless the Vice President and a majority of either the principal officers of the executive department or of such other body as Congress may by law provide, transmit within four days to the President pro tempore of the Senate and the Speaker of the House of Representatives their written declaration that the President is unable to discharge the powers and duties of his office. Thereupon Congress shall decide the issue, assembling within forty-eight hours for that purpose if not in session. If the Congress, within twenty-one days after receipt of the latter written declaration, or, if Congress is not in session, within twenty-one days after Congress is required to assemble, determines by two-thirds vote of both Houses that the President is unable to discharge the powers and duties of his office, the Vice President shall continue to discharge the same as Acting President; otherwise, the President shall resume the powers and duties of his office.

co można przetłumaczyć jako:

Dział 1. W razie usunięcia prezydenta z urzędu albo jego śmierci lub ustąpienia prezydentem zostaje wiceprezydent.
Dział 2. Ilekroć urząd wiceprezydenta pozostaje nieobsadzony, prezydent mianuje wiceprezydenta, który obejmuje stanowisko po uchwale zatwierdzającej, podjętej większością głosów obu izb Kongresu.
Dział 3. Ilekroć prezydent złoży prezydentowi ad interim Senatu i przewodniczącemu Izby Reprezentantów pisemne oświadczenie, że nie może sprawować władzy i zadań swojego urzędu, władzę tę i zadania sprawować będzie wiceprezydent jako pełniący obowiązki prezydenta, dopóki prezydent nie złoży powyższym adresatom pisemnego oświadczenia, że przeszkoda ustała.
Dział 4. Ilekroć wiceprezydent i większość kierowników resortów lub innego ciała określonego przez Kongres w drodze ustawy złoży prezydentowi ad interim Senatu i przewodniczącemu Izby Reprezentantów pisemne oświadczenie, że prezydent nie może sprawować władzy i zadań swojego urzędu, wiceprezydent niezwłocznie przejmuje władzę i zadania tego urzędu jako pełniący obowiązki prezydenta. Jeżeli następnie prezydent złoży prezydentowi ad interim Senatu i przewodniczącemu Izby Reprezentantów pisemne oświadczenie, że jego niemożność już nie zachodzi, wówczas przejmuje znów władzę i zadania swojego urzędu, chyba że wiceprezydent i większość kierowników resortów lub innego ciała, określonego przez Kongres w drodze ustawy, złoży do dni czterech prezydentowi ad interim Senatu i przewodniczącemu Izby Reprezentantów swoje pisemne oświadczenia, że prezydent nie może sprawować władzy i zadań swojego urzędu. W takim wypadku rozstrzyga Kongres; jeżeli nie jest to okres sesji, zbiera się w tym celu w ciągu czterdziestu ośmiu godzin. Jeżeli Kongres w ciągu dwudziestu jeden dni od otrzymania powyższego pisemnego oświadczenia, a gdy nie jest to okres sesji – w ciągu dwudziestu jeden dni od zebrania się, stwierdzi uchwałą podjętą większością dwu trzecich głosów każdej izby, że prezydent nie może sprawować władzy i zadań swojego urzędu, wówczas wiceprezydent będzie je sprawował nadal; w przeciwnym razie prezydent znowu przejmuje władzę i zadania swojego urzędu.